# Muhassil
Muhassil fou un funcionari del Soldanat de Rum i després dels otomans, bàsicament destinat al cobrament dels impostos en diverses formes. La figura del muhassil va adquirir importància amb la reforma fiscal de 1838-1839 a l'Imperi Otomà. A partir de llavors s'establí que serien funcionaris que rebrien un sou del govern, però la reforma va fracassar i el 1841 els muhassils foren suprimits.